# Skrytohutia namorzynowa
Skrytohutia namorzynowa (Mesocapromys angelcabrerai) – gatunek gryzonia z rodziny hutiowatych. W wydanej w 2015 roku przez Muzeum i Instytut Zoologii Polskiej Akademii Nauk publikacji „Polskie nazewnictwo ssaków świata” dla gatunku Mesocapromys angelcabrerai zaproponowano nazwę skrytohutia  namorzynowa. Skrytohutia namorzynowa zamieszkuje nadmorskie równiny w południowej części Kuby, w prowincji Ciego de Avila na wschód od Júcaro i Cayos de Ana María oraz dookoła Canal Pasa Seca. Typowa lokalizacja: Cayos de Ana María, a Sur de Camagüey 21°30N', 78°40'W. Międzynarodowa Unia Ochrony Przyrody (IUCN) wymienia Mesocapromys angelcabrerai w Czerwonej księdze gatunków zagrożonych jako gatunek zagrożony (EN – endangered).

## Kariotyp
Garnitur chromosomowy skrytohutii namorzynowej tworzy 18 par (2n=36) chromosomów; FN=64.

## Budowa ciała
Skrytohutia namorzynowa jest gryzoniem o małej wielkości.
Sierść w części grzbietowej jest w kolorze ciemnym aguti, a w części brzusznej białawy. Liczne rdzawe lub siwe włosy, z ciemniejszym paskiem wzdłuż grzbietu sprawia, że skrytohutia namorzynowa ma najciemniejsze wybarwienie futra wśród pozostałych gatunków Mesocapromys. Sierść na głowie jest, podobnie jak grzbiet, wybarwiona w kolorze aguti. Ogon, którego długość jest równa około 70% wymiaru tułowia wraz z głową, ma także barwę aguti, ale w końcówce części wierzchniej ma ciemniejszy pasek. Uszy, w odniesieniu do wielkości głowy, są stosunkowo długie. Przednie łapy są zakończone czterema palcami, a tylne pięcioma. Samice mają 3 pary sutków: jedną boczną, jedną piersiową i jedną brzuszną.
|                                | średni wymiar |
| ------------------------------ | ------------- |
| długość ciała z głową i ogonem | 252 mm        |
| długość ogona                  | 176 mm        |
| masa ciała                     | 483 g         |

## Tryb życia
Skrytohutia namorzynowa wiedzie naziemny tryb życia. Może także się wspinać. Wówczas wspomaga się chwytnym ogonem. Wykazuje aktywność wieczorem (rozpoczyna na godzinę przed zachodem słońca) i nocą. Sporadycznie może także być aktywna w ciągu dnia. Skrytohutia namorzynowa jest socjalna. Żyje w grupach rodzinnych liczących od 2 do 4, a czasem nawet do 6 zwierząt.

### Rozród
Skrytohutia namorzynowa może prowadzić rozród przez cały rok, samica najprawdopodobniej rodzi dwa mioty rocznie. Proporcja płci w obrębie miotu 1:1. Samce osiągają dojrzałość płciową, gdy masa ich ciała jest rzędu 300 g, a samice przy masie ciała około 340 g i długości tułowia wraz głową ok. 383 mm.

## Rozmieszczenie geograficzne
Zamieszkuje nadmorskie równiny w południowej części Kuby, w prowincji Ciego de Avila na wschód od Júcaro i Cayos de Ana María oraz dookoła Canal Pasa Seca. Typowa lokalizacja: Cayos de Ana María, a Sur de Camagüey 21°30N', 78°40'W. W 2005 gatunek introdukowano w Cayo La Loma.

## Ekologia
Skrytohutie namorzynowe są roślinożercami. Żywią się prawie wyłącznie czerwonym mangrowcem (Rhizophora). Jedzą w pozycji wyprostowanej. Najchętniej zjadają liście, ale ogryzają także korę z małych i większych gałęzi oraz z pnia.

### Siedlisko
Skrytohutia namorzynowa buduje naziemne gniazda z gałązek namorzyn Rhizophora mangle z rodziny korzeniarowatych (Rhizophoraceae). Gniazda są stosunkowo duże. W zależności od wielkości dostępnego siedliska mogą osiągać rozmiary od 20×30 do 74×65 cm.

## Ochrona
Międzynarodowa Unia Ochrony Przyrody (IUCN) wymienia Mesocapromys angelcabrerai w Czerwonej księdze gatunków zagrożonych jako gatunek zagrożony (EN – endangered).
W 2007 liczbę gniazd oszacowano na 177, a w 2009 odnotowano nieznaczny wzrost ich liczby do 190 (co pozwala na oszacowanie wielkości populacji na 380–760 osobników).